# Jon Brower Minnoch
Jon Brower Minnoch, född 29 september 1941 i Bainbrigde Island, Washington i USA, död 10 september 1983, var enligt Guinness rekordbok världens dokumenterat tyngsta människa. Hans vikt uppskattades som mest till 635 kilogram, men hans dåliga hälsa och stora kroppsomfång vid tillfället förhindrade en korrekt vägning. Han led av fetma sedan barndomen. Han är även noterad i Guinness rekordbok för största skillnaden i vikt mellan äkta makar. Hans hustru Jeannette, som han gifte sig med 1978, vägde ungefär 50 kg och tillsammans hade de två barn. Minnoch var 185 cm lång.

## Biografi
När han var tolv år gammal så vägde han nästan 132 kg och vid 22 års ålder 178 kg. Hans vikt fortsatte att öka tills han blev tvungen att läggas in på sjukhus 1978 på grund av hjärtsvikt. För att ta honom till sjukhuset krävdes tolv brandmän som förflyttade honom på en specialgjord bår till en transportbåt.

## Död
Under sjukhusvistelsen genomgick Minnoch en 16 månaders bantningskur bestående av 1 200 kalorier per dag. Han gick ned 419 kg under sin kur och vägde sedan 215 kg, det noterades som den största dokumenterade mänskliga viktminskningen. Ett år senare, i oktober 1981, blev han åter inlagd på sjukhuset igen efter att han gått upp till 432 kg. Han avled senare och dödsorsaken var ödem som kan orsakas av hjärtsvikt. Minnoch vägde då mer än 362 kg.